# Epidendrum lechleri
Epidendrum lechleri är en orkidéart som beskrevs av Heinrich Gustav Reichenbach. Epidendrum lechleri ingår i släktet Epidendrum och familjen orkidéer. Inga underarter finns listade i Catalogue of Life.